# Selecció de bàsquet de Letònia
La selecció de bàsquet de Letònia (Latvijas basketbola izlase en letó) és l'equip que representa Letònia en competicions internacionals en les competicions organitzades per la Federació Internacional de Bàsquet i el Comitè Olímpic Internacional.

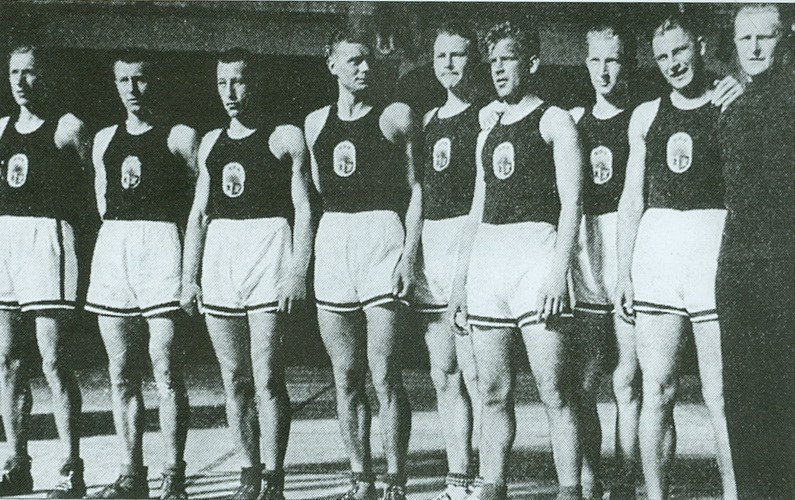
Selecció de Letònia a l'EuroBasket 1935.

### Als Jocs Olímpics

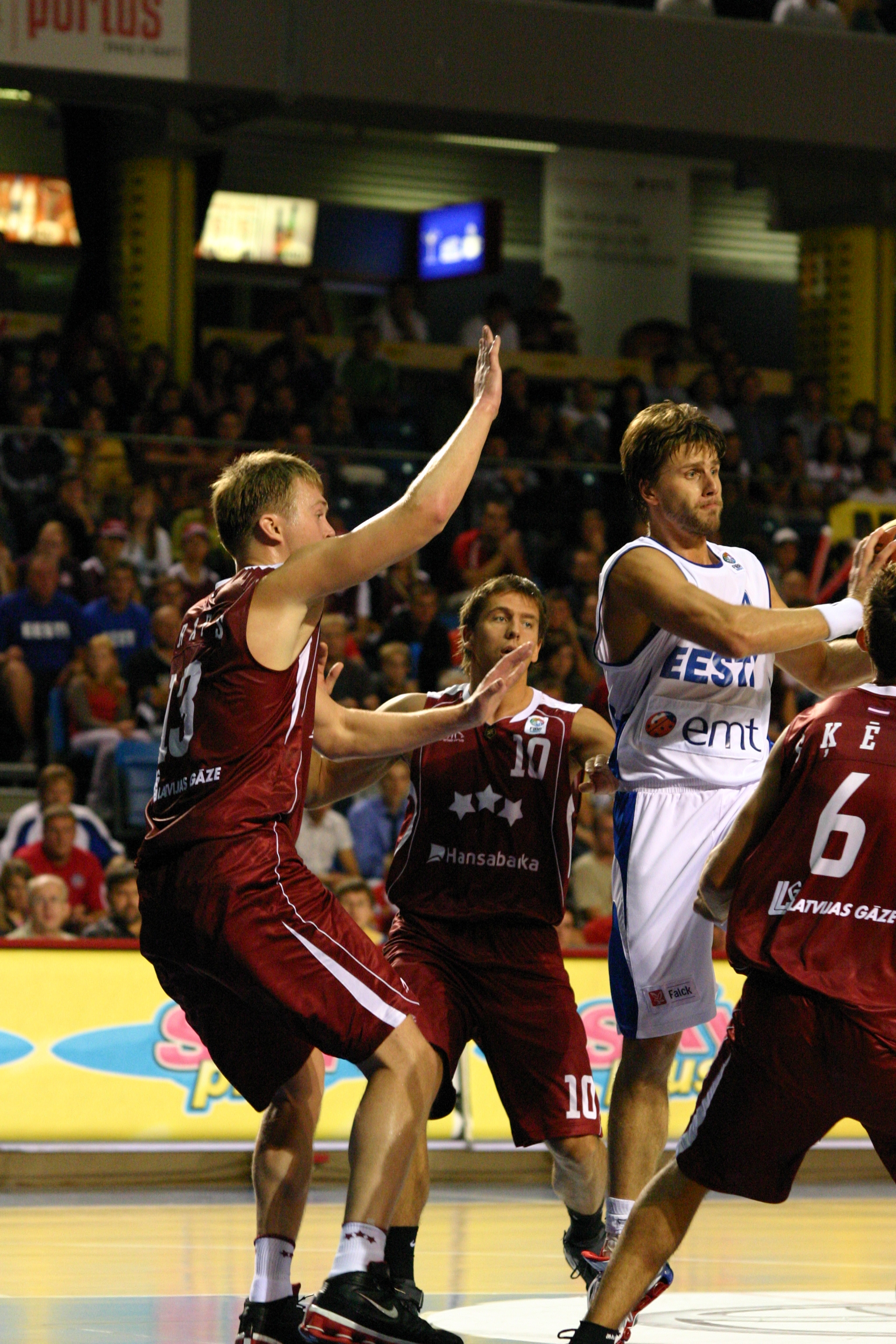
Estònia-Letònia l'any 2006

## Classificacions

### Jocs Olímpics
- 1936 - 15

### Campionats mundials
- 2023 - 5[1]

### Campionats europeus
- 1935 -  1[2]
- 1937 - 6
- 1939 -  2
- 1993 - 10
- 1997 - 16
- 2001 - 8
- 2003 - 13
- 2005 - 14
- 2007 - 13
- 2009 - 13
- 2011 - 21
- 2013 - 11
- 2015 - 8
- 2017 - 5

## Resultats
| Eurobasket                                | Eurobasket                                       | Eurobasket                                       | Eurobasket                                       | Eurobasket                                       |
| Any                                       | Posició                                          | Pld                                              | PG                                               | PP                                               |
| ----------------------------------------- | ------------------------------------------------ | ------------------------------------------------ | ------------------------------------------------ | ------------------------------------------------ |
| Switzerland 1935                          | Campions                                         | 3                                                | 3                                                | 0                                                |
| Letònia 1937                              | 6è Lloc                                          | 5                                                | 3                                                | 2                                                |
| Lituània 1939                             | Subcampions                                      | 7                                                | 5                                                | 2                                                |
| 1946 al 1991                              | No va participar – Ocupació soviètica de Letònia | No va participar – Ocupació soviètica de Letònia | No va participar – Ocupació soviètica de Letònia | No va participar – Ocupació soviètica de Letònia |
| Alemanya 1993                             | 10è Lloc                                         | 6                                                | 2                                                | 4                                                |
| Grècia 1995                               | No es qualificà                                  | No es qualificà                                  | No es qualificà                                  | No es qualificà                                  |
| Espanya 1997                              | 16è                                              | 5                                                | 0                                                | 5                                                |
| França 1999                               | No es qualificà                                  | No es qualificà                                  | No es qualificà                                  | No es qualificà                                  |
| Turquia 2001                              | 8è Lloc                                          | 7                                                | 2                                                | 5                                                |
| Suècia 2003                               | 13è Lloc                                         | 3                                                | 0                                                | 3                                                |
| Serbia i Montenegro 2005                  | 13è Lloc                                         | 3                                                | 0                                                | 3                                                |
| Espanya 2007                              | 13è Lloc                                         | 3                                                | 1                                                | 2                                                |
| Polònia 2009                              | 13è Lloc                                         | 3                                                | 1                                                | 2                                                |
| Lituània 2011                             | 21è Lloc                                         | 5                                                | 0                                                | 5                                                |
| Eslovènia 2013                            | 11è Lloc                                         | 8                                                | 4                                                | 4                                                |
| Croàcia, França, Alemanya, i Letònia 2015 | 8è Lloc                                          | 9                                                | 4                                                | 5                                                |
| Turquia, Finlàndia, Israel i Romania 2017 | 5è Lloc                                          | 7                                                | 5                                                | 2                                                |
| Total                                     | Total                                            | 74                                               | 30                                               | 44                                               |

| Bàsquet als Jocs Olímpics | Bàsquet als Jocs Olímpics | Bàsquet als Jocs Olímpics | Bàsquet als Jocs Olímpics | Bàsquet als Jocs Olímpics |
| Any                       | Posició                   | Pld                       | W                         | L                         |
| ------------------------- | ------------------------- | ------------------------- | ------------------------- | ------------------------- |
| Alemanya 1936             | 15è Lloc                  | 3                         | 1                         | 2                         |

## Jugadors destacats
- Andris Biedriņš – ex jugador de Golden State Warriors.
- Kaspars Kambala – un dels millors jugadors de bàsquet letons dels anys 2000.
- Sandis Valters – un dels millors jugadors de bàsquet letons dels anys 2000.
- Ainars Bagatskis – membre de l'equip nacional de llarga durada.
- Igors Miglinieks – campió olímpic amb la selecció de la Unió Soviètica.
- Valdis Valters – Campió del món amb la selecció de la Unió Soviètica.
- Alfreds Krauklis – un dels millors jugadors de l'Europeu de 1939.
- Karlis Arents – un dels millors jugadors de l'Europeu de 1939.
- Visvaldis Melderis – tercer màxim anotador de l'equip de l'Europeu de 1939.
- Voldemārs Šmits – segon màxim anotador de l'equip de l'Europeu de 1939.
- Rūdolfs Jurciņš – màxim anotador de l'equip de l'Europeu de 193985 i 1937.